# كرماجيك (صمصاد)
كرماجيك (بالكردية: Hayik‏) (بالتركية: Kırmacık)‏ هي قرية تتبع إداريّاً لمديرية صمصاد في محافظة أديامان التركية، بلغ عدد سكانها 266 نسمة في عام 2021 ويتبعها نجع باقه جق.